# Федяєв Іван Федорович
Іван Федорович Федяєв (1896 , Москва  — 25 серпня 1937 ) — український радянський державний та партійний діяч. Кандидат в члени ЦК КП(б)У (січень 1934 — липень 1937).

## Біографія
Народився у багатодітній родині московського робітника. Працював робітником московської фабрики, був службовцем банку в Петрограді. З 1917 року — червоногвардієць у місті Москві.
Член РСДРП(б) з листопада 1917 року.
З листопада 1917 року — комісар із націоналізації банків у Москві.
У 1918–1919 роках — голова Новозибківського повітового комітету КП(б)У Чернігівської губернії. У 1919 році був головою Новозибківського повітового революційного комітету. Потім працював військовим комісаром 12-ї кавалерійської дивізії РСЧА, був головою Новозибківської повітової комісії по боротьбі із бандитизмом.
У листопаді 1921–1922 році — голова Гомельського губернського виконавчого комітету. Працював завідувачем відділу управління Гомельського губернського виконавчого комітету, завідувачем Гомельського губернського фінансового відділу.
З 1925 року — начальник управління Народного комісаріату фінансів СРСР. Закінчив заочно фінансово-економічний інститут. Був головою Західної обласної планової комісії у місті Смоленську, заступником голови Західного обласного виконавчого комітету.
У 1932 — травні 1934 року — заступник голови виконавчого комітету Харківської обласної ради.
9 травня 1934 — жовтень 1935 року — голова виконавчого комітету Харківської обласної ради.
У лютому — 9 вересня 1936 року — заступник голови виконавчого комітету Дніпропетровської обласної ради.
9 вересня 1936 — липень 1937 року — голова виконавчого комітету Дніпропетровської обласної ради.
Делегат XII (1934) та XIII (1937) з'їздів КП(б)У. Кандидат в члени ЦК КП(б)У (січень 1934 — липень 1937).
3 липня 1937 року заарештований. 2 вересня 1937 року розстріляний.